# 184930 Gobbihilda
184930 Gobbihilda este o planetă minoră (asteroid) din centura de asteroizi. A fost descoperită pe 4 noiembrie 2005 la Piszkéstetői Obszervatórium⁠(d) de Krisztián Sárneczky⁠(d) și a fost numită după Hilda Gobbi. 
Obiectul prezintă o orbită caracterizată de o semiaxă mare de 3,9611041844897 UAi, o excentricitate de 0,14, o înclinație de 6 ° în raport cu ecliptica.